# Obersteiermark
Als Obersteiermark (veraltet auch Obersteier resp. Obersteyer) bezeichnet man den nördlichen, gebirgigen und waldreichen Teil des Landes Steiermark. Der restliche Teil des heutigen österreichischen Bundeslandes ist die einstige Mittelsteiermark und heutige Ost- und Weststeiermark, während die Untersteiermark nunmehr in Slowenien liegt.

## Geografie
Während es im südöstlichen Teil zwischen Judenburg und Mürzzuschlag (Mur-Mürz-Furche) große Industrieansiedlungen gibt, ist der westliche und nördliche Teil (Oberes Ennstal, Ausseerland,  Paltental, Murau) eher landwirtschaftlich und touristisch geprägt.
Die Obersteiermark besteht aus den Bezirken:
- Bruck-Mürzzuschlag
- Leoben
- Liezen
- Murau
- Murtal

Sie gliedert sich in drei Unterregionen:
- Östliche Obersteiermark (Hochsteiermark, Bezirke: Leoben und Bruck-Mürzzuschlag): Oberes Murtal ab Kraubath, Mürztal, Liesingtal, Erzberg-Region, Vordernbergertal, Mariazellerland mit oberem Salzatal[1]
- Westliche Obersteiermark (Bezirke: Murau und Murtal): Oberes Murtal bis Kraubath mit Nebentälern (eigentlich: Südwesten der Obersteiermark)
- Liezen (Bezirk): Ennstal und Nebentäler, Ausseerland, unteres Salzatal[1] (Nordwesten der Obersteiermark)